# Maurkice Pouncey
LaShawn Maurkice Pouncey (* 24. Juli 1989 in Ardmore, Oklahoma) ist ein ehemaliger US-amerikanischer American-Football-Spieler auf der Position des Centers. Er spielte bei den Pittsburgh Steelers in der National Football League (NFL) und wurde in das NFL 2010s All-Decade Team gewählt.

## College
Pouncey wurden von diversen Universitäten Sportstipendien angeboten, er entschied sich für die University of Florida und spielte für deren Team, die Gators, auf der Position des rechten Guards äußerst erfolgreich College Football. Er gewann mit dem Team mehrere Meisterschaften, wurde wiederholt ausgezeichnet und in diverse Auswahlteams aufgenommen.

## NFL
Beim NFL Draft 2010 wurde er in der 1. Runde als insgesamt 18. von den Pittsburgh Steelers ausgewählt. Bereits in seiner Rookie-Saison spielte er als Starting-Center. Ausgerechnet im AFC Championship Game zog er sich eine  Verletzung zu und musste beim Super Bowl XLV, der gegen die Green Bay Packers verloren ging, passen. In den folgenden beiden Saisons bestritt er für die Steelers 14 bzw. 15 Partien, 2013 konnte er aufgrund einer schweren Bänderverletzung im Knie nur einmal antreten. 2014 unterschrieb er einen Fünfjahresvertrag über 44 Millionen US-Dollar. Pouncey ist damit der bestbezahlte Center der Liga. Bislang wurde er 9 mal für den Pro Bowl nominiert. Nach einem Handgemenge im Spiel der Steelers gegen die Cleveland Browns am 11. Spieltag der Saison 2019 wurde Pouncey wegen Schlägen und Tritten gegen Myles Garrett für drei Spiele gesperrt.
Pounceys Zwillingsbruder Mike spielte ebenfalls als Center in der NFL, für die Miami Dolphins und die Los Angeles Chargers. Beide Zwillingsbrüder beendeten ihre Karriere nach der Saison 2020.